# Уолш, Кейт
Кэтлин Эрин «Кейт» Уолш (англ. Kate Walsh; род. 13 октября 1967, Сан-Хосе, штат Калифорния) — американская актриса, наиболее известная благодаря роли доктора Эддисон Монтгомери в сериалах Шонды Раймс «Анатомия страсти» и «Частная практика».

## Ранние годы
Кейт Уолш родилась в Сан-Хосе, штат Калифорния и выросла в Тусоне, штат Аризона. Её отец — уроженец города Наван (графство Мит, Ирландия), а бабушка по материнской линии родом из Италии. Её мать Анжела в настоящее время проживает в штате Невада. У Кейт две старшие сестры, а также два старших брата, Шон и Джо, занятые в производстве фильмов. Во время учёбы в Аризонском университете также пробовала свои силы в местном театре.

## Карьера

### 1996—2004: Ранняя карьера
В 80-х Кейт Уолш одновременно работала моделью в Японии и обучала японских студентов английскому языку. Позже она переехала в Чикаго, где проработала в «Театральной мастерской Пивена». Также участвовала в радиоспектакле «Рождён виновным» на Национальном общественном радио. В дальнейшем, переехав в Нью-Йорк 27 июня 1987 года, присоединилась к труппе Burn Manhatten и участвовала в различных спектаклях.
В 1996 году Уолш начала свою карьеру на телевидении с появления в сериале «Убойный отдел». Одновременно с этим она сыграла небольшую роль в кинофильме «Нормальная жизнь» с Эшли Джадд. В следующем году она получила второстепенную роль Никки, подружки Кэри в ситкоме «Шоу Дрю Кэри». В некоторых эпизодах ей пришлось надевать костюмы, увеличивающие объёмы фигуры, так как Никки, будучи тучной женщиной, вначале потеряла в весе, а после медленно начала набирать его вновь. Далее была роль Кэрол Нельсон в сериале «Мысли женатого мужчины» на телеканале HBO, а также роль романтической пассии Норма МакДональдса из ситкома «Шоу Норма». Заметным также было появление Уолш в телесериале «C.S.I.: Место преступления», в роли транссексуала Мимозы. Несколько раз Кейт выступала в ток-шоу Конана О’Брайена «Поздно Ночью». В 2003 и 2004 годах исполняла роль детектива Марли Новак в сериале «Карен Сиско».
В 2003 году Уолш появилась с небольшой ролью в фильме «Под солнцем Тосканы» с Дайан Лейн и Сандрой О. Она играла партнёра героини Сандры О. Первой значительной работой в кинематографе для Уолш стала роль жены Фила Вестона (Уилл Феррелл) в семейной комедии 2005 года «Бей и кричи», в котором вместе с ней снимались Роберт Дюваль и Майк Дитка. Уолш также ранее снялась в нескольких фильмах с Ферреллом, в том числе «Колдунья» (вместе с Николь Кидман) и «Проснись, Рон Бургунди: Потерянный фильм».

### 2005—2013: «Анатомия страсти» и «Частная практика»
В 2005 году Кейт Уолш получила роль доктора Эддисон Монтгомери, проживающей отдельно от своего супруга Дерека Шепарда, в сериале «Анатомия страсти» телеканала ABC. Изначально взятая на несколько эпизодов, Уолш во втором сезоне была повышена до основного состава, а её персонаж занял одно из центральных мест в шоу.
В 2007 году было объявлено о том, что персонаж, сыгранный Кейт Уолш в «Анатомии страсти», Эддисон, станет главным героем в спин-оффе сериала, который начал транслироваться в сентябре 2007 года. В этом продолжении, получившем название «Частная практика», также приняли участие Тэй Диггс, Тим Дейли, Эми Бреннеман, Крис Лоуэлл и Одра Макдональд. Позднее Уолш возвращалась для участия в оригинальный сериал в качестве приглашенной звезды вплоть до 2012 года. «Частная практика» в общей сложности продлился шесть сезонов и завершился в начале 2013 года.
На волне успеха на телевидении Уолш снялась вместе с Деннисом Куэйдом и Полом Беттани в библейском фильме ужасов «Легион», который был выпущен 22 января 2010 года. После она появилась в фильме 2012 года «Хорошо быть тихоней».

### 2013 — настоящее время
После завершения сериала «Частная практика» Уолш появилась с камео в комедии «Очень страшное кино 5». Осенью 2013 года она появилась в сериале DirecTV «По кругу», а в дополнение к этому присоединилась к мини-сериалу «Фарго», по одноимённому фильму. Также она снялась в триллере «Дермафория», комедии «Просто прежде чем я уйду» режиссёра Кортни Кокс, и комедии «Лето на Статен-Айленд». Для телевизионного сезона 2014—2015 Уолш выступила в качестве исполнительного продюсера и актрисы в собственном ситкоме «Плохая судья» для NBC, который был закрыт после одного сезона. В 2017—2019 снималась в сериале «13 причин почему» в роли Оливии Бейкер.

## Личная жизнь
В 2007—2010 годы Кейт была замужем за продюсером Алексом Янгом.
С 2020 года состоит в отношениях с Эндрю Никсоном. В 2022 пара объявила о помолвке.
В сентябре 2017 года Кейт призналась, что в начале 2015 года ей поставили диагноз доброкачественной опухоли головного мозга, после того, как она начала страдать от сильного истощения и аномальных когнитивных проблем, включая афазию. Невролог обнаружил большую опухоль в левой лобной доле мозга после МРТ, три дня спустя ей была проведена операция и в итоге она полностью оправилась от болезни.

## Фильмография

### Фильмы
| Год  | Название на русском               | Название на английском                              | Роль             | Примечания             |
| ---- | --------------------------------- | --------------------------------------------------- | ---------------- | ---------------------- |
| 1996 | Нормальная жизнь                  | Normal Life                                         | Синди Андерсон   |                        |
| 1996 | Генри: Портрет серийного убийцы 2 | Henry: Portrait of a Serial Killer, Part 2          | Крикет           |                        |
| 1997 | Ночь юристов                      | Night of the Lawyers                                | Байкер           |                        |
| 1998 |                                   | Peppermills                                         | Лина             | Короткометражный фильм |
| 1998 | Три ниже нуля                     | Three Below Zero                                    | Мориат           |                        |
| 1998 | Небеса                            | Heaven                                              | Посетитель       |                        |
| 2000 | Семьянин                          | The Family Man                                      | Джинни           |                        |
| 2002 | Анатомия распада                  | Anatomy of a Breakup                                | Лорра            | Короткометражный фильм |
| 2003 | Под солнцем Тосканы               | Under the Tuscan Sun                                | Грейс            |                        |
| 2004 | После заката                      | After the Sunset                                    | Шейла            |                        |
| 2004 | Проснитесь, Рон Бургунди          | Wake Up, Ron Burgundy: The Lost Movie               | Сью              | Direct-to-video        |
| 2005 | Бей и кричи                       | Kicking & Screaming                                 | Барбара Уэстон   |                        |
| 2005 | Наизнанку                         | Inside Out                                          | Тайн             |                        |
| 2005 | Колдунья                          | Bewitched                                           | Официантка       |                        |
| 2007 | Веритас: Принц правды             | Veritas, Prince of Truth                            | Немиси           |                        |
| 2007 | 1408                              | 1408                                                | Бывшая жена      | Камео                  |
| 2009 | Один путь в Валхаллу              | One Way to Valhalla                                 | Рейна            |                        |
| 2010 | Легион                            | Legion                                              | Сандра Андерсон  |                        |
| 2011 | Герб ангелов                      | Angels Crest                                        | Роксана          |                        |
| 2012 | Хорошо быть тихоней               | The Perks of Being a Wallflower                     | Миссис Кельмекис |                        |
| 2013 | Очень страшное кино 5             | Scary Movie 5                                       | Мэл              |                        |
| 2014 | Дермафория                        | Dermaphoria                                         | Морелл           |                        |
| 2014 | Просто прежде чем я уйду          | Just Before I Go                                    | Кэтлин Морган    |                        |
| 2014 | Любой День                        | Any Day                                             | Бетли            |                        |
| 2014 | Лето на Статен-Айленд             | Staten Island Summer                                |                  |                        |
| 2017 | Уотергейт: Крушение Белого дома   | Mark Felt: The Man Who Brought Down the White House | Пэт Миллер       |                        |
| 2017 | Улетные девочки                   | Trip Girls                                          | Лиз              |                        |
| 2020 | Честный вор                       | Honest Thief                                        | Энни             |                        |

### Телевидение
| Год                  | Название на русском         | Название на английском         | Роль                      | Примечания |
| -------------------- | --------------------------- | ------------------------------ | ------------------------- | --- |
| 1996                 | Убойный отдел               | Homicide: Life on the Street   | Кэти Бакстон              | Эпизод: «Stakeout» |
| 1996                 | Правосудие по Свифту        | Swift Justice                  | Паула «Поли» Годдард      | Эпизод: «The Haze» |
| 1997                 | Закон и порядок             | Law & Order                    | Лейтенант Кирстен Блэр    | Эпизод: «Navy Blues» |
| 1998                 | Купидон                     | Cupid                          | Хайди                     | Эпизод: «Meat Market» |
| 1999                 | Шоу Майка О’Мэлли           | The Mike O’Malley Show         | Марша                     | Регулярная роль, 13 эпизодов |
| 2000                 | Проклято                    | Cursed                         | Стейс                     | Эпизод: «And Then He Had to Give a Thumbs Up» |
| 2000—2001            | Шоу Норма                   | The Norm Show                  | Дженни                    | 5 эпизодов |
| 2001                 | Беглец: Погоня продолжается | The Fugitive                   | Агент Ева Хиллард         | 3 эпизода |
| 2001                 | Разум женатого мужчины      | The Mind of the Married Man    | Кэрол Нельсон             | Регулярная роль, 10 эпизодов |
| 1997—2001            | Шоу Дрю Кэри                | The Drew Carey Show            | Ники Фифер                | 21 эпизод |
| 2003                 | Пилот Николь Салливан       | Nicole Sullivan                |                           | Пилот |
| 2004                 | Мужская комната             | The Men’s Room                 | Карен                     | 3 эпизода |
| 2003—2004            | Карен Сиско                 | Karen Sisco                    | Марли Новак               | 2 эпизода |
| 2004                 | C.S.I.: Место преступления  | CSI: Crime Scene Investigation | Мимоза                    | Эпизод: «Ch-Ch-Changes» |
| 2004                 | Настоящие дикари            | Complete Savages               | Мэгги                     | Эпизод: «My Two Sons» |
| 2004                 |                             | Joint Custody                  | Флоренс                   | Пилот |
| 2005                 | Взгляды                     | Eyes                           | Кендалл Джадд             | Эпизод: «Wings» |
| 2005                 | Бобби Кэннон                | Bobby Cannon                   | Лондон                    | Пилот |
| 2005—2012, 2021—2022 | Анатомия страсти            | Grey’s Anatomy                 | Доктор Эддисон Монтгомери | Регулярная роль (сезоны 2-3), приглашенная звезда (сезоны 1, 4-8, 18), 61 эпизод Премия Гильдии киноактёров США за лучший актёрский состав в драматическом сериале (2007) Премия «Спутник» за лучший актёрский состав в драматическом сериале (2006) Номинация — Премия Гильдии киноактёров США за лучший актёрский состав в драматическом сериале (2006, 2008) |
| 2007—2013            | Частная практика            | Private Practice               | Доктор Эддисон Монтгомери | Регулярная роль, 111 эпизодов Номинация — People’s Choice Award любимой актрисе в драматическом сериале (2011) |
| 2013                 | По кругу                    | Full Circle                    | Триша Кэмбел              | Мини-сериал |
| 2014                 | Фарго                       | Fargo                          | Джина                     | Мини-сериал |
| 2014—2015            | Плохая судья                | Bad Judge                      | Ребекка Райт              | Регулярная роль, 13 эпизодов |
| 2017—2019            | 13 причин почему            | 13 Reasons Why                 | Оливия Бейкер             | Регулярная роль, 27 эпизодов |
| 2019—2022            | Академия Амбрелла           | The Umbrella Academy           | Куратор                   | 14 эпизодов |
| 2020—2022            | Эмили в Париже              | Emily in Paris                 | Мэделин Уилер             | 8 эпизодов |